# Llista d'asteroides/159901-160000
| Nom      | Designació provisional | Data de descobriment   | Lloc de descobriment | Descobridor/s         |
| -------- | ---------------------- | ---------------------- | -------------------- | --------------------- |
| 159901 - | 2004 TD345             | 15 d'octubre de 2004   | Mount Lemmon         | Mount Lemmon Survey   |
| 159902 - | 2004 TY354             | 11 d'octubre de 2004   | Kitt Peak            | M. W. Buie            |
| 159903 - | 2004 VS6               | 3 de novembre de 2004  | Kitt Peak            | Spacewatch            |
| 159904 - | 2004 VC9               | 3 de novembre de 2004  | Anderson Mesa        | LONEOS                |
| 159905 - | 2004 VK13              | 3 de novembre de 2004  | Palomar              | NEAT                  |
| 159906 - | 2004 VH15              | 5 de novembre de 2004  | Needville            | J. Dellinger, A. Lowe |
| 159907 - | 2004 VR16              | 3 de novembre de 2004  | Anderson Mesa        | LONEOS                |
| 159908 - | 2004 VO21              | 4 de novembre de 2004  | Catalina             | CSS                   |
| 159909 - | 2004 VF23              | 5 de novembre de 2004  | Campo Imperatore     | CINEOS                |
| 159910 - | 2004 VZ37              | 4 de novembre de 2004  | Kitt Peak            | Spacewatch            |
| 159911 - | 2004 VN39              | 4 de novembre de 2004  | Kitt Peak            | Spacewatch            |
| 159912 - | 2004 VL50              | 4 de novembre de 2004  | Kitt Peak            | Spacewatch            |
| 159913 - | 2004 VY64              | 10 de novembre de 2004 | Kitt Peak            | Spacewatch            |
| 159914 - | 2004 VH70              | 4 de novembre de 2004  | Anderson Mesa        | LONEOS                |
| 159915 - | 2004 VA92              | 4 de novembre de 2004  | Kitt Peak            | Spacewatch            |
| 159916 - | 2004 WX2               | 17 de novembre de 2004 | Siding Spring        | SSS                   |
| 159917 - | 2004 XA87              | 9 de desembre de 2004  | Socorro              | LINEAR                |
| 159918 - | 2004 XD144             | 12 de desembre de 2004 | Socorro              | LINEAR                |
| 159919 - | 2004 XU163             | 15 de desembre de 2004 | Socorro              | LINEAR                |
| 159920 - | 2004 XM172             | 10 de desembre de 2004 | Socorro              | LINEAR                |
| 159921 - | 2004 XE185             | 11 de desembre de 2004 | Kitt Peak            | Spacewatch            |
| 159922 - | 2004 YS26              | 19 de desembre de 2004 | Mount Lemmon         | Mount Lemmon Survey   |
| 159923 - | 2004 YJ32              | 19 de desembre de 2004 | Mount Lemmon         | Mount Lemmon Survey   |
| 159924 - | 2004 YF36              | 16 de desembre de 2004 | Kitt Peak            | Spacewatch            |
| 159925 - | 2005 AJ32              | 11 de gener de 2005    | Socorro              | LINEAR                |
| 159926 - | 2005 AT65              | 13 de gener de 2005    | Kitt Peak            | Spacewatch            |
| 159927 - | 2005 CL57              | 2 de febrer de 2005    | Socorro              | LINEAR                |
| 159928 - | 2005 CV69              | 3 de febrer de 2005    | Palomar              | NEAT                  |
| 159929 - | 2005 UK                | 22 d'octubre de 2005   | Kitt Peak            | Spacewatch            |
| 159930 - | 2005 UM41              | 25 d'octubre de 2005   | Mount Lemmon         | Mount Lemmon Survey   |
| 159931 - | 2005 VY5               | 11 de novembre de 2005 | Socorro              | LINEAR                |
| 159932 - | 2005 VD27              | 3 de novembre de 2005  | Socorro              | LINEAR                |
| 159933 - | 2005 VE103             | 2 de novembre de 2005  | Socorro              | LINEAR                |
| 159934 - | 2005 WZ6               | 21 de novembre de 2005 | Catalina             | CSS                   |
| 159935 - | 2005 WY59              | 26 de novembre de 2005 | Catalina             | CSS                   |
| 159936 - | 2005 WH71              | 21 de novembre de 2005 | Kitt Peak            | Spacewatch            |
| 159937 - | 2005 WK97              | 26 de novembre de 2005 | Mount Lemmon         | Mount Lemmon Survey   |
| 159938 - | 2005 WP100             | 29 de novembre de 2005 | Socorro              | LINEAR                |
| 159939 - | 2005 WT104             | 28 de novembre de 2005 | Catalina             | CSS                   |
| 159940 - | 2005 WD116             | 30 de novembre de 2005 | Socorro              | LINEAR                |
| 159941 - | 2005 WV178             | 25 de novembre de 2005 | Catalina             | CSS                   |
| 159942 - | 2005 WK185             | 29 de novembre de 2005 | Palomar              | NEAT                  |
| 159943 - | 2005 XR13              | 1 de desembre de 2005  | Kitt Peak            | Spacewatch            |
| 159944 - | 2005 XY16              | 1 de desembre de 2005  | Kitt Peak            | Spacewatch            |
| 159945 - | 2005 XQ55              | 5 de desembre de 2005  | Mount Lemmon         | Mount Lemmon Survey   |
| 159946 - | 2005 YT48              | 22 de desembre de 2005 | Kitt Peak            | Spacewatch            |
| 159947 - | 2005 YE56              | 21 de desembre de 2005 | Catalina             | CSS                   |
| 159948 - | 2005 YU66              | 25 de desembre de 2005 | Kitt Peak            | Spacewatch            |
| 159949 - | 2005 YO82              | 24 de desembre de 2005 | Kitt Peak            | Spacewatch            |
| 159950 - | 2005 YM89              | 26 de desembre de 2005 | Mount Lemmon         | Mount Lemmon Survey   |
| 159951 - | 2005 YB93              | 27 de desembre de 2005 | Kitt Peak            | Spacewatch            |
| 159952 - | 2005 YK109             | 25 de desembre de 2005 | Kitt Peak            | Spacewatch            |
| 159953 - | 2005 YW120             | 27 de desembre de 2005 | Mount Lemmon         | Mount Lemmon Survey   |
| 159954 - | 2005 YM131             | 25 de desembre de 2005 | Mount Lemmon         | Mount Lemmon Survey   |
| 159955 - | 2005 YO160             | 27 de desembre de 2005 | Socorro              | LINEAR                |
| 159956 - | 2005 YL186             | 29 de desembre de 2005 | Catalina             | CSS                   |
| 159957 - | 2005 YC200             | 26 de desembre de 2005 | Mount Lemmon         | Mount Lemmon Survey   |
| 159958 - | 2005 YE269             | 25 de desembre de 2005 | Mount Lemmon         | Mount Lemmon Survey   |
| 159959 - | 2006 AZ10              | 4 de gener de 2006     | Catalina             | CSS                   |
| 159960 - | 2006 AD14              | 5 de gener de 2006     | Mount Lemmon         | Mount Lemmon Survey   |
| 159961 - | 2006 AL74              | 5 de gener de 2006     | Anderson Mesa        | LONEOS                |
| 159962 - | 2006 AL93              | 7 de gener de 2006     | Mount Lemmon         | Mount Lemmon Survey   |
| 159963 - | 2006 AR93              | 7 de gener de 2006     | Mount Lemmon         | Mount Lemmon Survey   |
| 159964 - | 2006 BD11              | 20 de gener de 2006    | Kitt Peak            | Spacewatch            |
| 159965 - | 2006 BT12              | 21 de gener de 2006    | Mount Lemmon         | Mount Lemmon Survey   |
| 159966 - | 2006 BJ26              | 22 de gener de 2006    | Anderson Mesa        | LONEOS                |
| 159967 - | 2006 BZ32              | 21 de gener de 2006    | Kitt Peak            | Spacewatch            |
| 159968 - | 2006 BQ44              | 23 de gener de 2006    | Mount Lemmon         | Mount Lemmon Survey   |
| 159969 - | 2006 BJ62              | 22 de gener de 2006    | Catalina             | CSS                   |
| 159970 - | 2006 BJ63              | 22 de gener de 2006    | Mount Lemmon         | Mount Lemmon Survey   |
| 159971 - | 2006 BE83              | 24 de gener de 2006    | Socorro              | LINEAR                |
| 159972 - | 2006 BS92              | 26 de gener de 2006    | Mount Lemmon         | Mount Lemmon Survey   |
| 159973 - | 2006 BN95              | 26 de gener de 2006    | Kitt Peak            | Spacewatch            |
| 159974 - | 2006 BD141             | 24 de gener de 2006    | Piszkéstető          | Piszkéstető           |
| 159975 - | 2006 BP148             | 22 de gener de 2006    | Catalina             | CSS                   |
| 159976 - | 2006 BC154             | 25 de gener de 2006    | Kitt Peak            | Spacewatch            |
| 159977 - | 2006 BK164             | 26 de gener de 2006    | Mount Lemmon         | Mount Lemmon Survey   |
| 159978 - | 2006 BY164             | 26 de gener de 2006    | Kitt Peak            | Spacewatch            |
| 159979 - | 2006 BY174             | 27 de gener de 2006    | Kitt Peak            | Spacewatch            |
| 159980 - | 2006 BP179             | 27 de gener de 2006    | Mount Lemmon         | Mount Lemmon Survey   |
| 159981 - | 2006 BZ202             | 31 de gener de 2006    | Kitt Peak            | Spacewatch            |
| 159982 - | 2006 BW207             | 31 de gener de 2006    | Catalina             | CSS                   |
| 159983 - | 2006 BE241             | 31 de gener de 2006    | Kitt Peak            | Spacewatch            |
| 159984 - | 2006 CR4               | 1 de febrer de 2006    | Kitt Peak            | Spacewatch            |
| 159985 - | 2006 CA32              | 2 de febrer de 2006    | Kitt Peak            | Spacewatch            |
| 159986 - | 2006 CW51              | 4 de febrer de 2006    | Kitt Peak            | Spacewatch            |
| 159987 - | 2006 CT56              | 4 de febrer de 2006    | Mount Lemmon         | Mount Lemmon Survey   |
| 159988 - | 2006 DJ5               | 20 de febrer de 2006   | Catalina             | CSS                   |
| 159989 - | 2006 DT36              | 20 de febrer de 2006   | Kitt Peak            | Spacewatch            |
| 159990 - | 2006 DY38              | 21 de febrer de 2006   | Catalina             | CSS                   |
| 159991 - | 2006 DP50              | 22 de febrer de 2006   | Catalina             | CSS                   |
| 159992 - | 2006 DB114             | 27 de febrer de 2006   | Catalina             | CSS                   |
| 159993 - | 2006 DX114             | 27 de febrer de 2006   | Kitt Peak            | Spacewatch            |
| 159994 - | 2006 DJ140             | 25 de febrer de 2006   | Kitt Peak            | Spacewatch            |
| 159995 - | 2006 DD172             | 27 de febrer de 2006   | Kitt Peak            | Spacewatch            |
| 159996 - | 2006 DN204             | 25 de febrer de 2006   | Anderson Mesa        | LONEOS                |
| 159997 - | 2006 DU211             | 24 de febrer de 2006   | Kitt Peak            | Spacewatch            |
| 159998 - | 2006 EA18              | 2 de març de 2006      | Mount Lemmon         | Mount Lemmon Survey   |
| 159999 - | 2006 EZ67              | 2 de març de 2006      | Kitt Peak            | M. W. Buie            |
| 160000 - | 2006 GN18              | 2 d'abril de 2006      | Mount Lemmon         | Mount Lemmon Survey   |